# 경상남도의 고등학교 목록
다음 목록은 경상남도에 있는 고등학교 목록이다.

## 가
간디고등학교 ·  거제고등학교 ·  거제공업고등학교 ·  거제상문고등학교 ·  거제여자상업고등학교 ·  거제옥포고등학교 ·  거제제일고등학교 ·  거제중앙고등학교 ·  거창고등학교 ·  거창대성고등학교 ·  거창승강기고등학교 ·  거창여자고등학교 ·  거창중앙고등학교 ·  경남간호고등학교 ·  경남과학고등학교 ·  경남관광고등학교 ·  경남로봇고등학교 ·  경남산업고등학교 ·  경남예술고등학교 ·  경남외국어고등학교 ·  경남자동차고등학교 ·  경남자영고등학교 ·  경남정보고등학교 ·  경남체육고등학교 ·  경남항공고등학교 ·  경남해양과학고등학교 ·  경상고등학교 ·  경상국립대학교 사범대학 부설고등학교 ·  경진고등학교 ·  경해여자고등학교 ·  고성고등학교 ·  고성중앙고등학교 ·  곤양고등학교 ·  공군항공과학고등학교 ·  구산고등학교 ·  군북고등학교 ·  금남고등학교 ·  김해가야고등학교 ·  김해건설공업고등학교 ·  김해경원고등학교 ·  김해고등학교 ·  김해대청고등학교 ·  김해분성고등학교 ·  김해분성여자고등학교 ·  김해삼문고등학교 ·  김해삼방고등학교 ·  김해생명과학고등학교 ·  김해수남고등학교 ·  김해여자고등학교 ·  김해영운고등학교 ·  김해외국어고등학교 ·  김해율하고등학교 ·  김해임호고등학교 ·  김해제일고등학교 ·  김해중앙여자고등학교 ·  김해한일여자고등학교

## 나
남지고등학교 ·  남해고등학교 ·  남해정보산업고등학교 ·  남해제일고등학교 ·  남해해성고등학교

## 다
단성고등학교 ·  대곡고등학교 ·  대성일고등학교 ·  대아고등학교 ·  덕산고등학교 ·  동원고등학교

## 마
마산가포고등학교 ·  마산고등학교 ·  마산공업고등학교 ·  마산구암고등학교 ·  마산내서여자고등학교 ·  마산무학여자고등학교 ·  마산삼진고등학교 ·  마산여자고등학교 ·  마산용마고등학교 ·  마산제일고등학교 ·  마산제일여자고등학교 ·  마산중앙고등학교 ·  명덕고등학교 ·  명신고등학교 ·  물금고등학교 ·  밀성고등학교 ·  밀성제일고등학교 ·  밀양고등학교 ·  밀양동명고등학교 ·  밀양여자고등학교

## 바
범어고등학교 ·  보광고등학교

## 사
사천고등학교 ·  사천여자고등학교 ·  산청고등학교 ·  삼가고등학교 ·  삼랑진고등학교 ·  삼천포고등학교 ·  삼천포공업고등학교 ·  삼천포여자고등학교 ·  삼천포중앙고등학교 ·  삼현여자고등학교 ·  서상고등학교 ·  서창고등학교 ·  선명여자고등학교 ·  성지여자고등학교 ·  세종고등학교 ·  신등고등학교 ·  신반정보고등학교

## 아
아림고등학교 ·  안의고등학교 ·  야로고등학교 ·  양산고등학교 ·  양산남부고등학교 ·  양산여자고등학교 ·  양산인공지능고등학교 ·  양산제일고등학교 ·  연초고등학교 ·  영산고등학교 ·  옥종고등학교 ·  용남고등학교 ·  웅상고등학교 ·  웅천고등학교 ·  의령고등학교 ·  의령여자고등학교

## 자
장유고등학교] ·  증산고등학교 ·  지리산고등학교 ·  진교고등학교 ·  진서고등학교 ·  진양고등학교 ·  진영고등학교 ·  진영제일고등학교 ·  진주고등학교 ·  진주기계공업고등학교 ·  진주동명고등학교 ·  진주여자고등학교 ·  진주외국어고등학교 ·  진주제일여자고등학교 ·  진주중앙고등학교 ·  진해고등학교 ·  진해세화여자고등학교 ·  진해여자고등학교 ·  진해용원고등학교 ·  진해중앙고등학교

## 차
창녕고등학교 ·  창녕대성고등학교 ·  창녕슈퍼텍고등학교 ·  창녕여자고등학교 ·  창녕옥야고등학교 ·  창선고등학교 ·  창신고등학교 ·  창원경일고등학교 ·  창원경일여자고등학교 ·  창원고등학교 ·  창원공업고등학교 ·  창원과학고등학교 · 
창원기계공업고등학교 ·  창원남고등학교 ·  창원남산고등학교 ·  창원대산고등학교 ·  창원대암고등학교 ·  창원명곡고등학교 ·  창원명지여자고등학교 ·  창원문성고등학교 ·  창원봉림고등학교 ·  창원북면고등학교 ·  창원사파고등학교 ·  창원성민여자고등학교 ·  창원신월고등학교 ·  창원여자고등학교 ·  창원용호고등학교 ·  창원중앙고등학교 ·  창원중앙여자고등학교 ·  창원토월고등학교 ·  철성고등학교 ·  초계고등학교 ·  충렬여자고등학교 ·  충무고등학교 ·  칠원고등학교

## 타
태봉고등학교 ·  통영고등학교 ·  통영여자고등학교

## 하
하동고등학교 ·  하동여자고등학교 ·  한국과학기술고등학교 ·  한국나노마이스터고등학교 ·  한일여자고등학교 ·  함안고등학교 ·  함양고등학교 ·  함양제일고등학교 ·  합천고등학교 ·  합천여자고등학교 ·  합천평화고등학교 ·  합포고등학교 ·  해성고등학교 ·  효암고등학교